# Bosc de Sant Ponç
El bosc de Sant Ponç és una pineda dels poble de Sant Just i Joval (Clariana de Cardener) i Navès, a la comarca del Solsonès. Està situada al marge esquerre del pantà de Sant Ponç al sud-est de la masia de Golorons i a ponent del torrent d'Albereda.